# 難波賢二
難波 賢二（なんば けんじ、1979年11月14日）は、日本のモビリティジャーナリスト、自転車ジャーナリスト、写真家。

## 経歴
国立大学在学中よりサイクルスポーツ などの自転車専門誌を始めとした媒体に寄稿。2000年頃のe-bikeの黎明期よりその動向を取材してきた。洋の東西を問わず自転車トレンド全般に詳しく世界の自転車業界に強いコネクションを持つ。マウンテンバイクの始祖のひとりゲイリー・フィッシャーの結婚式にアジア地域から唯一招待された。
日本でのスポーツサイクルやe-bikeの利用環境創出にも関与している。実績として、日本で初となる広域e-bike充電ネットワークの構築の指揮、集合住宅「ザ・パークハウス 中之島タワー」（大阪市北区中之島、三菱地所レジデンスほか）におけるサイクルピットルームの設計監修がある。
近年はe-bikeを使った観光アクティビティ、eバウンドを提唱している。eバウンドとは、e-bikeに適した走行環境、つまり山岳地域や離島、半島地域などに残る、古くから日本人が生活して歴史を紡いできた遺跡や自然を巡る観光アクティビティのこと。
現在は、YouTubeチャンネル RIDE NOWの運営や、雑誌、ウェブサイトなどへ寄稿するほか、テレビ、ラジオへの出演や講演などを行なっている。

## 過去の出演番組
- J-WAVE GOLD RUSH 2018年6月21日放送
- BSテレ東 日経プラス10 2018年11月12日放送
- KINTO MAGAZINE

https://magazine.kinto-jp.com/column/kmz20220318.html